# Tristano Caracciolo
Tristano Caracciolo (1436 k.-1517 vagy 1528) történetíró. A neve előfordul Tristanus Caracciolus, Tristano Caraccioli alakban is.

## Élete
A híres nápolyi Craccioli hercegek családjából származott. Genealogia Caroli I. (In: Muratori, Script. rer. ital. [RIS] vol. 22, p.  109.) című műve a nápolyi Anjouk történetének tanulmányozásához szolgál fontos forrásként. Művei többsége kéziratban maradtak. Ezekben főleg a nápolyi nemesség történetével foglalkozik.

## Művei

### Kéziratok (kaliforniai könyvtárakban)
- 1) f. 2: Index operum Tristani Caraccioli, 1. Vita Ioannae Primae Neapolis Reginae . . . 21. De Ferdinando, qui postea Aragonum Rex fuit, 22. De Ioanne Baptista Spinello Cariati Comite, ad Ferdinandum filium, 23. De concordia, et de ineundo Coniugio, 24. Genealogia Caroli primi Siciliae Regis, 23. Ordo servandus a Militibus Hierosolimitanis in electione Magni Militiae Magistri [the last four works are now missing from the manuscript], f. 2v blank

- 2) ff. 3-17: Vita Iohannae Primae Neapolis Reginae per Tristanum Caracciolum

Printed: L.A. Muratori, ed., Rerum italicarum scriptores (RIS) 22 part 1, revised ed. G. Paladino (Bologna 1934) 5-18.
- 3) ff. 17v-40: Vita Serzanis Caraccioli Magni Senescalci [RIS 22.1.21-40]

- 4) ff. 40v-52: Disceptatio quaedam priscorum cum Iunioribus de moribus suorum temporum, Quam nimium sui saeculi homines sint amatores . . . et veneramur alteris vero aeternam optamus pacem

Other manuscripts of this work are reported by Kristeller, Iter italicum vol.1.428 and vol.2.116.
- 5) f. 52v: Petrus Gravina Tristano Caracciolo. S.D., Non salutasti modo more majorum . . .diuturniora imperia petirentur. Vale et me ama [Kristeller, Iter italicum vol.1.428]

- 6) ff. 53-58: Oratio ad Alfonsum Iuniorem [RIS 22.1.173-176]

- 7) ff. 58v-98: De Varietate fortunae [ibid. 73-105]

- 8) ff. 98v-109: Epistola de Inquisitione [ibid. 109-117]

- 9) ff. 109v-111 De Inconstantia, Quid maxime vitam non modo videri sed etiam brevem . . . et levitatis merito damnatos [Kristeller, Iter italicum vol.1, pp.5, 428 and vol.2, pp.25, 116]

- 10) ff. 111v-116: De cuiusque vanitate in loquendo, Mirabar profecto aliquando cur docti illi receptissimique . . . laborantibus virorum bonorum opinio est atque fuerit [ibid. vol.1, pp.5, 428 and vol.2, pp.25]

- 11) ff. 116v-120: Epistola de Statu Civitatis [RIS 22.1.153-155]

- 12) ff. 120v-134v: Plura bene vivendi praecepta ad filium, Quoniam quos plurimum diligi natura voluit hoc . . . non in suum lucrum incutere solent. Finis [Kristeller, Iter italicum vol.1, pp.5, 428, vol.2, p.116]

- 13) ff. 135-138v:De funere Ferdinandi primi epistola [RIS 22.1.159-163]

- 14) ff. 139-147v: Defensio civitatis Neapolitanae, Petri Gravine canonici Neapolitani carmen quo Parthenopen alloquitur, Tu licet antiqua proavorum laude superbum/ . . . /Haec tibi defensae gloria maior erit [12-line dedicatory verse; Kristeller, Iter italicum vol.1, p.428, vol.2, pp.25, 116], Defensio civitatis Neapolitanae ad Legatum Reipublicae Venetae [RIS 22.1.141-148, without the verse]

- 15) ff. 148-160v: De vitae Auctoris actae notitia, Quid potissimum utile mihi scriberem, Quid potissimum utile mihi scriberem cum accuratius meditarer . . . doluisse tamen animo non parum iuvat. Finis [Kristeller, Iter italicum vol.1, pp.5, 428, vol.2, p.116]

- 16) ff.161-163, Ioviani Pontani vitae brevis pars [RIS 22.1.181-183]

- 17) ff. 163v-170v: Didonis Reginae Vita, Finxisse Virgilium Didonem Eneae Amore deperditam . . . Carthaginenses cumulatis quotidie persolverunt. Finis [Kristeller, Iter italicum vol.1, pp.5, 428, vol.2, pp.25, 116]

- 18) ff. 171-173: Penelopes Castitas et perseverantia, Saepe plurimas egregiasque virtutes quibus aliquis ornatus est. . . ne fraudemus ergo sua Castitatis gloria. Finis [ibid. 1.5, 428, 2.25, 116]

- 19) ff. 173v-182: Quid sit in tot variis artibus Iunioribus amplectendum Consultatio ad quendam expertum Monachum, Non tibi satis visum fuerat pro redimendis peccatis vitaque perpetua . . . magnopere oramus quam rectissimam fore non dubitamus. Finis [ibid. 1.5, 428, 2.25]

- 20) ff. 182v-190: Opusculum ad Marchionem Atelle, Magnum profecto fortitudinis argumentum esse remur . . . materiam grandi contribuisse iuvat [ibid. 1.5, 428, 2.25, 116]

- 21) ff. 190v-200v: De Sororis obitu, Cum semper, et si non omnium, plurimorum tamen paternorum . . . compar gloriae futurum iterum perventuram. Finis [ibid. 1.5, 428, 2.25, 116]

- 22) ff. 201-204v: De Ferdinando qui postea Aragonum Rex fuit, Ferdinandus Alfonsi illius . . . hic finis coronariae pompae qua et funere quo patrem// [RIS 22.1.13 131-134, line 23]

### Kiadásai
- Tristani Caraccioli … Opuscula historica nunc primum luce donantur e manuscripto codice excellentissimi Principis Torellæ. 1733

- Tristani Caraccioli … Opuscula historica nunc primum luce donantur e manuscripto codice excellentissimi Principis Torellæ

[másik kiadása] Editio prima neapolitana correctior & emendatior. [L. A. Muratori előszavával.] 1769
- CARACCIOLUS, Tristanus: Vita di Giovanna prima Regina di Napoli … Joannae I. Reginae Neapolis vita … Versione italiana di Simone Augelluzzi, con note, etc. Lat. & It. pp. 110. Eboli, 1901

- CARACCIOLUS, Tristanus: Opuscoli storici, editi e inediti. A cura di Giuseppe Paladino. Bologna, 1934